# Demagogus larvatus
Demagogus larvatus là một loài bọ cánh cứng trong họ Cerambycidae.